# Capsicum caballeroi
Capsicum caballeroi es una especie del género Capsicum de las solanáceas, originaria del noreste de Bolivia en los Departamentos Santa Cruz y Cochabamba donde se encuentra silvestre y es endémico. Se le conoce por los nombres populares de ají de monta y ulupica de yunga. Fue descrito por vez primera por M.Nee.

## Características
Capsicum caballeroi es un arbusto de 1 hasta 7 metros de altura. El tallo de la planta es sin pelo o cubierto ligeramente con simples tricomas. El vástago es simpodial y cada rama simpodial lleva dos hojas, que surgen de un nodo. Estas tienen pecíolos de 2 a 8 mm de largo, son de un tamaño de 2 a 4,2 cm, más o menos uniforme en tamaño y de forma lanceolada. Son sin pelo o en el lado opuesto del eje de la hoja se sitúa el nervio central de escasamente 0.3 mm y tricomas simples cortos. La base de la hoja así como la punta de la pala se estrechan, dejando el centro más amplio donde el borde se enrolla ligeramente hacia arriba.
Las inflorescencias están en las axilas de las hojas y llevan de una a dos flores. Estas se encuentran en un tallo de 20 a 25 mm de largo, muy delgado, liso, colgando, que en el periodo de la maduración de la fruta se elonga a 24-45 mm. En la base de la flor los tallos tienen un diámetro de aproximadamente 0,6 mm, en el extremo exterior, es aproximadamente de 1,4 a 1.8 mm. El cáliz es en forma de copa, de 2,5 mm de largo, el borde es durante la floración con cinco dientes del cáliz de una longitud entre 0,8 a 1,8 mm. Durante la maduración de la fruta con cinco dientes más adjuntos que son un poco más cortos que los primeros. Los dientes del cáliz en el fruto maduro tienen una longitud de 3 a 5 mm y están llenos de tricomas simples. La corola en forma de campana y de color amarillo limón, tiene un diámetro de 4 a 6 mm y una longitud de 10,5 a 13 mm. El tubo de la corola es de 3 a 6 mm de largo, casi triangular. Los estambres son de  aproximadamente 4.5 mm de largo, se encuentran fundidaos a 1 mm por encima de la base del tubo de la corola con la corola, se amplían en la base, pero que carecen en la corola de dos colgajos de tejido por encima de las manchas de color que se encuentran en otras especies del género. Las anteras de color amarillo son alargadas y tienen un tamaño de 2 a 2,1 × 0,8 a 0,9 mm y están abiertas a lo largo del eje longitudinal. El ovario tiene un estilo que es suave y es de aproximadamente 6 × 0,25 mm de altura, cilíndrico y sin pelo. El estigma se recorta a la forma de la cabeza.
El fruto es una baya de brillante color rojo, dura, y esférica, con un diámetro de 9 a 11 mm. Para tres especímenes de herbario hay información sobre picor gustativo de los frutos: dos especímenes pican fuertemente, el tercero no tiene un picor muy agudo. En el fruto, hay de 5 a 17 semillas grandes que tienen un tamaño de 3,8 a 4,2 × 3,2 mm son aplanadas y de forma arriñonada de color amarillo pálido. En la superficie de la semilla se sitúan pozos finos y laxos. Capsicum  caballeroi se encuentran en floración en abril, mayo y noviembre y con las frutas en enero, marzo, mayo y noviembre. Lo más probable es que van a florecer y a dar sus frutos durante todo el año.

## Área de localización
Todos los especímenes conocidos de la planta estaban en las provincias bolivianas de Florida y Caballero del Departamento de  Santa Cruz y en la provincia de Carrasco del departamento de Cochabamba, donde se encuentra el parque nacional Carrasco. La ubicación del espécimen tipo es de aproximadamente 10 km al norte de Comarapa en una altitud de 2400 hasta 2500 m s. n. m., la planta fue recogida allí entre el 7 y el 10 de abril de 1994. El preparado de muestras del «holotipo» se encuentra en el Herbario Del Oriente Boliviano que guarda la Universidad Privada de Santa Cruz de la Sierra, procedentes de los mismos isotipos planta existentes en la Universidad Nacional de Córdoba, en el Missouri Botanical Garden en el Jardín Botánico de Nueva York y en la Institución Smithsonian.

## Hábitat
Las ubicaciones de esta especie están localizadas en bosques nublados a una altitud de 1880 a 2600 m s. n. m. El estrato arbóreo consta entre otros de especies de Podocarpus, Prumnopitys exigua, especies de Weinmannia , Alnus acuminata subsp. acuminata y varios mirtos (Myrtaceae), por ejemplo, Blepharocalyx salicifolius.

## Taxonomía
Capsicum caballeroi fue descrito en 2006 por M.Nee de  unas plantas recogidas en 1994 y el trabajo fue publicado en « Brittonia, Volume 58, Nummer 4, Dezember 2006. S. 322–356.»
Citología
- El número cromosómico del género Capsicum es de 2n=24, pero hay algunas especies silvestres con 26 cromosomas entre ellas C. pereirae que tiene 13 parejas de cromosomas (otros capsicum tienen 12)[4][5]

Etimología
Capsicum: neologismo botánico moderno que deriva del vocablo latino capsŭla, ae, ‘caja’, ‘cápsula’, ‘arconcito’, diminutivo de capsa, -ae, del griego χάψα, con el mismo sentido, en alusión al fruto, que es un envoltorio casi vacío. En realidad, el fruto es una baya y no una cápsula en el sentido botánico del término.
caballeroi: epíteto latino, puesto en honor del botánico boliviano Israel Gerardo Vargas Caballero para reconocer sus esfuerzos para hacer más conocidas a nivel mundial a las plantas silvestres y domesticadas bolivianas. Aunque gramaticalmente incorrecta, el nombre es también una referencia a la provincia Caballero, donde la mayoría de los especímenes de plantas fueron recogidas.
El nombre local de la planta es ají de monta y ulupica de yunga, que tienen también una similitud con el nombre de otros Capsicum locales, pues "ají" es el nombre común para los pimientos cultivados y "ulupica", son por lo general los frutos de otras especies de vida silvestre, tales como Capsicum eximium.